# Daniel (Brum)
Daniel, imię świeckie David Anthony Brum (ur. 1954 we Fresno) – amerykański biskup prawosławny.

## Życiorys
Jest najstarszym z trojga dzieci Orville’a Antonia i Marjory Brumów. Jego rodzina należy do Kościoła rzymskokatolickiego. Podjął studia w rzymskokatolickim seminarium św. Patryka w Mountain View. Podczas nauki regularnie uczęszczał do cerkwi św. Mikołaja w Saratodze, gdzie miejscowy proboszcz, Gieorgij Beningsen, zachęcił go do dalszego poznawania prawosławia. W 1977 uzyskał bachelor's degree w zakresie nauk humanistycznych, ze specjalizacją w zakresie historii, filozofii oraz literatury angielskiej. Studia kontynuował w seminarium św. Patryka w Menlo Park, specjalizując się w historii Kościoła. Po ukończeniu nauki w 1981 został wyświęcony na kapłana rzymskokatolickiego.
Był szczególnie zaangażowany w pracę duszpasterską wśród wiernych pochodzenia portugalskiego. W 1995 ukończył studia w zakresie prawa kanonicznego na Catholic University of America w Waszyngtonie. Pod wpływem studiów nad historią Kościoła i prawem kanonicznym postanowił dokonać konwersji na prawosławie. W 1997 biskup San Francisco i całego Zachodu Tichon przyjął go do Kościoła Prawosławnego w Ameryce, uznając zarazem jego święcenia kapłańskie za ważne. Duchowny został skierowany do pracy duszpasterskiej w cerkwi św. Mikołaja w Saratodze, a następnie w cerkwi św. Pawła w Las Vegas. Od sierpnia 1998 kierował misją św. Grzegorza Palamasa w Flemington, w diecezji Nowego Jorku i New Jersey. Od 2000 był sekretarzem metropolity całej Ameryki i Kanady Teodozjusza, a później jego następcy metropolity Hermana.
W 2005 na własną prośbę podjął pracę duszpasterską w diecezji Zachodu, kierując parafią Świętych Piotra i Pawła w Phoenix. Od października następnego roku był członkiem rady eparchialnej.
21 października 2014 został nominowany na biskupa pomocniczego diecezji Zachodu z tytułem biskupa Santa Rosa. Jego chirotonia biskupia odbyła się 24 stycznia 2015.
27 kwietnia 2022 został mianowany locum tenens diecezji Środkowego Zachodu. 18 lipca 2022 został kanonicznie wybrany przez Święty Synod Biskupów na biskupa Chicago i diecezji Środkowego Zachodu.
11 listopada 2022 roku na zebraniu Świętego Synodu jednogłośnie podjęto decyzję o wyniesieniu biskupa Daniela z Chicago i diecezji Środkowego Zachodu do godności arcybiskupa.